# Коренное (Крым)
Коренно́е (до 1948 года Но́во-Чемба́й; укр. Корінне, крымскотат. Yañı Çembay, Янъы Чембай) — село в Нижнегорском районе Республики Крым, входит в состав Новогригорьевского сельского поселения (согласно административно-территориальному делению Украины — Новогригорьевского сельского совета Автономной Республики Крым).

## Население
| 2001 | 2014 |
| ---- | ---- |
| 489  | ↘350 |

Всеукраинская перепись 2001 года показала следующее распределение по носителям языка
| Язык       | Процент |
| ---------- | ------- |
| русский    | 84.05   |
| украинский | 15.54   |

### Динамика численности
| - 1864 год — 175 чел. - 1889 год — 309 чел. - 1892 год — 158 чел. - 1900 год — 106 чел. - 1902 год — 104 чел. - 1915 год — 93/55 чел. | - 1926 год — 413 чел. - 1939 год — 383 чел. - 1989 год — 447 чел. - 2001 год — 489 чел. - 2009 год — 393 чел. - 2014 год — 350 чел. |

## Современное состояние
На 2017 год в Коренном числится 7 улиц; на 2009 год, по данным сельсовета, село занимало площадь 118,7 гектара на которой, в 169 дворах, проживало 393 человека. В селе действуют фельдшерско-акушерский пункт, сельский клуб библиотека-филиал № 24.

## География
Коренное — село на западе района, в степном Крыму, на правом берегу Салгира у границы с Красногвардейским районом, высота центра села над уровнем моря — 34 м. Соседние сёла: Новогригорьевка в 3 км на восток и сёла Красногвардейского района — Мускатное в 1,3 км на север, Красная Долина в 1 км на запад и Новодолинка в 0,5 км на юго-запад. Расстояние до райцентра — около 17 километров (по шоссе) на восток, там же ближайшая железнодорожная станция — Нижнегорская (на линии Джанкой — Феодосия). Транспортное сообщение осуществляется по региональной автодороге 35Н-375 от шоссе 35К-014 Красногвардейское — Нижнегорский до Коренного (по украинской классификации — С-0-10919).

## История
Впервые в доступных источниках поселение встречается в «Списке населённых мест Таврической губернии по сведениям 1864 года», составленном по результатам VIII ревизии 1864 года, согласно которому Ново-Чембай Зуйской волости Симферопольского уезда — владельческая русская деревня с 29 дворами и 175 жителями при реке Салгире. На трёхверстовой карте Шуберта 1865—1876 года деревня Новый Чембай обозначена с 21 двором. По «Памятной книге Таврической губернии 1889 года», по результатам Х ревизии 1887 года, в деревне числился 51 двор и 309 жителей.
После земской реформы 1890-х годов деревню приписали к Табулдинской волости. Согласно «…Памятной книжке Таврической губернии на 1892 год», в деревне Ново-Чембай, входившей в Ново-Чембайское сельское общество, числилось 158 жителей в 17 домохозяйствах. По «…Памятной книжке Таврической губернии на 1900 год» в деревне числилось 106 жителей в 13 дворах (в 1902 году — 104 жителей). На 1914 год в селении действовала земская школа. По Статистическому справочнику Таврической губернии. Ч.II-я. Статистический очерк, выпуск шестой Симферопольский уезд, 1915 год, в деревне Ново-Чембай (она же Раш) Табулдинской волости Симферопольского уезда числилось 47 дворов с русским населением в количестве 93 человек приписных жителей и 55 — «посторонних», из которых 75 мужчин и 73 женщины. Жители владели 697 десятинами удобной земли. В хозяйствах имелось 145 лошадей, 50 волов, 63 коровы и 42 головы мелкого скота.
После установления в Крыму Советской власти, по постановлению Крымревкома № 206 «Об изменении административных границ» от 8 января 1921 года была упразднена волостная система и село вошло в состав Ичкинского района Феодосийского уезда, а в 1922 году уезды получили название округов. 11 октября 1923 года, согласно постановлению ВЦИК, в административное деление Крымской АССР были внесены изменения, в результате которых округа были отменены, Ичкинский район упразднили, включив в состав Феодосийского в состав которого включили и село. Согласно Списку населённых пунктов Крымской АССР по Всесоюзной переписи 17 декабря 1926 года, в селе Ново-Чембай, Новосельевского сельсовета Феодосийского района, числилось 96 дворов, из них 88 крестьянских, население составляло 413 человек, из них 399 русских, 6 украинцев, 5 немцев, 1 чех, 2 записаны в графе «прочие», действовала русская школа I ступени (пятилетка). В 1929 году был создан колхоз «Завет Ильича». Постановлением ВЦИК «О реорганизации сети районов Крымской АССР» от 30 октября 1930 года был создан Сейтлерский район (по другим сведениям 15 сентября 1931 года) и село передали в его состав. По данным всесоюзной переписи населения 1939 года в селе проживало 383 человека.
После освобождения Крыма от фашистов, 12 августа 1944 года было принято постановление № ГОКО-6372с 12 августа 1944 года было принято постановление № ГОКО-6372с «О переселении колхозников в районы Крыма» и в сентябре 1944 года в район приехали первые новоселы (320 семей) из Тамбовской области, а в начале 1950-х годов последовала вторая волна переселенцев из различных областей Украины. С 25 июня 1946 года Ново-Чембай в составе Крымской области РСФСР. Указом Президиума Верховного Совета РСФСР от 18 мая 1948 года, Ново-Чембай переименовали в Коренное. 26 апреля 1954 года Крымская область была передана из состава РСФСР в состав УССР. Время включения в Новогригорьевский сельсовет пока не установлено: на 15 июня 1960 года село уже числилось в его составе. По данным переписи 1989 года в селе проживало 447 человек. С 12 февраля 1991 года село в восстановленной Крымской АССР, 26 февраля 1992 года переименованной в Автономную Республику Крым. С 21 марта 2014 года в составе Крыма аннексировано Россией.